# Hydrochara caraboides
El escarabajo plateado de agua (Hydrochara caraboides) es una especie de coleóptero acuático de la familia Hydrophilidae, solo hallado en  Somerset Levels y pocas más localidades en Cheshire en el Reino Unido. Tiene clasificación de especies amenazadas, protegida bajo el "Esquema 5" de la Wildlife and Countryside Act 1981.
Mide cerca de 15 mm de largo y, a pesar del nombre, es negro. Atrapa aire con su pilosidad ventral, para poder respirar bajo el agua, y lo plateado como se lo ve recubierto de  burbujas de aire, le dio su apelativo.